# Зідан Абу Маалі
Зідан Абу Маалі ан-Насір ібн Ахмад (араб. زيدان الناصر بن أحمد‎; д/н — 1627) — султан Марокко з династії Саадитів в 1603, 1608—1611 і 1613—1627 роках.

## Життєпис

### Намісник
Син султана Ахмада I та дружини-аристократки Шабанія. Про молоді роки замало відомостей. 1584 року єдиний з усіх синів не дав присягу вірності брату — спадкоємцю трону Мухаммаду. Невдовзі отримав посаду намісника Тадели. 1593 року здійснив похід до земель Сонгаї, де зміцнив владу Саадитів.
1602 року призначено намісником Фесу. Водночас позбавлено Мухаммада статусу спадкоємця. 1603 року після смерті батька за підтримки місцевої знаті оголосив себе султаном. разом з тим султаном було оголошено також його зведеного брата Абу Фаріс Абдаллаха, що панував в Марракеші. Невдовзі один з військовиків Зідана — Ахмед ібн Мансур аль-Удж — перейшов на бік Абу Фаріса, при цьому звільнив іншого брата султана — Мухаммада.

### Султан
1603 року війська Абд аль-Маліка, сина Абу Фаріс Абдалаха, разом з Джудар-пашею і звільненим Мухаммадом рушили проти Зідана, який в нетривалій сутички в області Мовата зазнав поразки. Намагався отаборитися в Фесі, але духовенство і знать перейшли на бік Мухаммада, що став султаном як Мухаммад III.
Зідан втік до прикордонного міста Уджда, де звернувся до Сулейман-паші, намісника Османського Алжиру, що обіцяв Зідану військову допомогу. Втім через замінику паши на Хизра, що зосередився на протистоянні з Францією, Зідан не отримав жаданого війська. Тому він рушив спочатку до Сіджильмаси, де залишив залогу. Слідом за цим зайняв область Драа, а потім — Сус.
В цей час війська Мухаммада III під орудою його сина Абдаллаха перемогли Абу Фаріса й 1606 року зайняли Марракеш. 1607 року Зідан раптовим ударом завдав поразки в Марракеші військам Абдаллаха, що втратив практично все військо, але зміг урятуватися. Після цього Зідан змусив підкоритися Абу Фаріса, що зрікся влади.
У грудні 1607 року Зідан у битві біля Ваді Тефелфельт зазнав поразки від Абдаллаха, який знову захопив Марракеш. Зідан відступив у гори. Втім жорстокі репресії переможця призвели до загального повстання, змусивши Абдаллаха відступити до Фесу. Зідан 1608 року вкотре зайняв Марракеш, змусивши Мухаммада III, що прибув до цього міста втекти в гори. 1609 року в битві на річці Бу-Регрег Зідан переміг Абдаллаха. Мустафа-паша, військовик Зідана невдовзі зайняв Фес. За цим завдано поразки в Ель-Ксар-ель-Кебірі загонам колишніх султанів Мухаммада III і Абу Фаріса. В результаті Зідан зумів підкорити усі батьківські володіння. Але в цей час почалися заворушення в Марракеші, куди поспішив султан Зідан.
1609 року Абу Фаріс і Абдаллах, син Мухаммада III, захопили Фес. Водночас розуміючи зростаючи небезпеку з боку Іспанії (в унії в Португалією), Зідан уклав політичний і торгівельний союз з Республікою Сполучених провінцій.
1610 року в Марокко з іспанським військом висадився сам Мухаммад III. У свою чергу Зідан рушив на допомогу Ларашу, який збиралися зайняти іспанці. В цей час Фес відмовився впустити загони султани до міста, хоча й вигнав з нього Абдаллаха. 24 вересня 1610 року шляхом перемови Зідан змусив Фес підкоритися. Втім негайно наказав стратити прибічників його суперників, конфіскувавши його майно. В результаті цим відштовхнув від себе містян. Невдовзі у битві біля Рас-Алма Зідан зазнав поразки від Абдаллаха, внаслідок чого мусив залишити Фес.
За цим відступив до Марракешу. 1611 року марабути на чолі з Абу'л-Аббасом ібн Абдаллахом (відомим як Абу Мухаллі) захопили Сіджильмасу та вигнали з неї намісника Зідана — аль-Хадждж аль-Аміра. В свою чергу султан Зідан відправив проти Абу Мухаллі військо на чолі із братом Абдаллахом ібн аль-Мансуром, який у битві на річці Драа зазнав нищівної поразки. Невдовзі за підтримки каді Юнус аль-Айши марабути захопили Марракеш. Зідан відступив до портового міста Сафі. Тут розпочав перемовини з Філіппом II, королем Іспанії, щодо допомоги.
Зрештою Зідан перервав перемовини з іспанцям, після того, як захопили його бібліотеку, яку перевозили морем. Натомість 1612 року отримав допомогу від марабутів гори дерем на чолі із Абу Закарія Ях'ї аль-Дауді, що зайняв регіон Сус, а потім завдав поразки Абу Мухаллі неподалік від Марракеш. Спроба аль-Дауді самому стати володарем міста провалилася, оскільки вояки перейшли на бік Зідана, який у листопаді 1613 року відновився на троні в Марракеші.
Втім невдовзі аль-Дауді став фактично незалежним у Сусі, зайняв невдовзі область Тарудант. Почав війну проти суфіїв на чолі із Абу'л-Гасаном Алі, з якими в свою чергу воював Зідан. 1618 року мусив залишити провінції колишньої імперії Сонгаї. Зрештою його влада до 1620 року обмежувалася областю навколо Марракешу і уздовж узбережжя до Сале, де оселилися пірати, що утворили свою напівнезалежну піратську Республіку Сале, зголосилися платити данину Зідану.
9 квітня 1627 року в Марракеші стався землетрус, 21 квітня пройшов град розміром з яйце, деякі з яких пробили стелі наметів. Все це стали вважати поганою ознакою. Помер Зідан у вересні 1627 року. Владу успадкував його син Абу Марван Абд аль-Малік II.